# Умови дійсності договорів
Умови дійсності договору — відповідність правочину загальним вимогам, додержання яких є необхідним для його чинності.

Юридична сила договору (його дійсність) залежать від дотримання сторонами при його укладенні певних вимог, встановлених законом. Такі вимоги закону ще іменуються умовами дійсності договору.

У римському праві визначалися такі умови дійсності договору.

## Законність договору
Зміст договору, якій укладався, повинен відповідати вимогам закону. Зокрема, договір не може укладатися з приводу дій, що порушують норми права. Вимога законності договору тлумачилася римськими юристами розширювально, тобто вони вважали, що зміст договору не повинен суперечити не тільки нормам права, але й добрим звичаям та нормам моралі.

## Вільне волевиявлення сторін
Воля – це внутрішнє бажання особи встановити певні права та обов’язки. У договорі воля сторін повинна бути взаємною та спрямованою на досягнення певної мети. У зв’язку з тим, що сторони у договорі мають протилежні цілі, то їх волі є зустрічними. Для укладення договору воля однієї особи має бути доведена до іншої сторони. Волевиявлення – це зовнішня об’єктивна форма виявлення волі особи. Способи волевиявлення можуть бути різноманітним: усно, письмово, жестом, певною дією, мовчанням. Для дійсності договору необхідно, щоб воля та волевиявлення співпадали. Тривалий час серед римських юристів точилася дискусія щодо того, воля чи волевиявлення (у разі їх неспівпадіння) мають враховуватися при тлумаченні договору. Врешті решт було визнано, що при розбіжності між волею та волевиявленням пріоритет надається дійсній волі.

### Помилка
У випадках, коли воля та волевиявлення не збігалися, мова йшла про помилку (error). Помилка (error) – це неправильне уявлення однієї сторони договору про виявлену зовні волю іншої сторони, яка спонукала останню на певне волевиявлення. Помилка була пов’язана не із незнанням права, а з незнанням фактів (обставин справи). Правові наслідки помилки залежали від того чи була ця помилка істотною (помилка щодо характеру договору, його предмету, особи контрагента) або неістотною (помилка щодо мотиву). Тільки істотна помилка могла бути підставою для визнання договору недійсним.
Вчення про помилку не було у достатній мірі розроблено римськими юристами.

## Дефекти вираження волі
У випадках, коли волевиявлення однієї із сторін здійснювалося не вільно, а під впливом іншої особи, вираження волі вважалося таким, що має вади (дефекти).
Вплив іншої особи на формування волі контрагента та його волевиявлення міг полягати в обмані (dolus) чи примусі.

### Обман
Обман (dolus) – це навмисне введення в оману контрагента з метою спонукання його до волевиявлення на шкоду власним майновим інтересам. У джерелах римського права dolus визначався як будь-яка хитрість, обман, що застосовувалися для того, щоб обійти, обхитріти, ввести в оману інших людей (D. 4.3.1.2).

### Примус
Примус міг виражатися у фізичному насильстві або у погрозі (metus) – психічному насильстві. При цьому юридичне значення для дійсності договору мала лише реальна, здійсненна погроза. Так у римському праві було закріплене правило, що страх має бути обґрунтований: небезпека має дійсно існувати (D. 4.2.7.pr.).
Договір укладений в результаті обману завжди вважався абсолютно недійсним. У І ст. до н.е. також недійсним вважається договір, укладений в результаті примусу, як фізичного, так і психічного.
Ці договори не були абсолютно недійсними. Сторони мали право на їх оспорювання.

## Правоздатність і дієздатність сторін договору
Волевиявлення особи мало юридичне значення тільки, якщо ця особа за законом була здатна до волевиявлення, тобто мала цивільну правоздатність та дієздатність.

## Визначеність змісту договору
Не має юридичної сили договір, зміст якого є не визначеним взагалі. Римське право поділяло договірні зобов’язання на визначені та невизначені. Але такій поділ стосувався тільки договорів із визначеним змістом, тобто дійсних договорів. Предмет визначених договорів визначався чітко (індивідуально-визначена річ), а предмет невизначених договір окреслювався загальним ознаками (речі, визначені родовими ознаками).
Форма договору – це форма волевиявлення. У різні часи формами договорів були: манципація, стипуляція, письмова форма. Форми для окремих видів договорів встановлювалися у законі. Недодержання сторонами форми договору призводило до його недійсності.

## Реальна можливість виконання договору
Для дійсності договору юридичне значення мала здійсненність встановлених ним обов’язків боржника. При вирішенні питання чи має юридичну силу той чи інший договір враховувався той факт чи існує реальна можливість вчинення дії, яка передбачена у договорі. Неможливість виконання договірного зобов’язання може бути фізична (наприклад, вичерпати воду з моря) або юридична (наприклад, продати річ, вилучену з обороту). Неможливість виконання боржником свого обов’язку може настати під час існування договору. У цьому разі договірне зобов’язання припиняється у зв’язку з неможливістю його виконання. Якщо ж буде встановлено, що вже в момент укладення договору вбачалося, що він не може бути виконаний, він визнається недійсним.